# Gavril Uric
Gavril Uric (actief tijdens de eerste helft van de 15e eeuw) was een Roemeens miniaturist en kalligraaf. Uric was monnik in het klooster van Neamț.
Uric was zoon van een kalligraaf (uricar), genaamd Paisie, werkzaam in Neamț voor het Moldavische hof en leerde dit vak van zijn vader. Uric werkte voor het hof van Alexander de Goede van Moldavië en is de grondlegger van een school van miniatuurschilders. 

## Werken
Er zijn twaalf manuscripten van hem overgeleverd. 

### Evangeliarium van prinses Marina
Bekendst is zijn evangeliarium voor de echtgenote van Alexander de Goede, prinses Marina, uit 1429, met aan het begin van elk evangelie een paginagrote miniatuur die elk een evangelist voorstelt. De miniaturen van zijn hand getuigen van een grote originaliteit ten aanzien van de byzantijnse traditie van de paleologen. Vooral de levendigheid van zijn composities en figuren valt op. De teksten van Uric zijn geschreven in het oud-Slavonisch met latere toevoegingen in het Grieks. Dit werk wordt bewaard in de Bodleian Library in Oxford (MS. Canon. Graeci. 122).

### Tetraevangeliarium (Moskou)
Dit evangeliarium uit 1424 wordt bewaard in het Historisch Museum van Moskou.
- Union List of Artist Names: 500334044
- Virtual International Authority File: 173681344